# Patrice Oliva

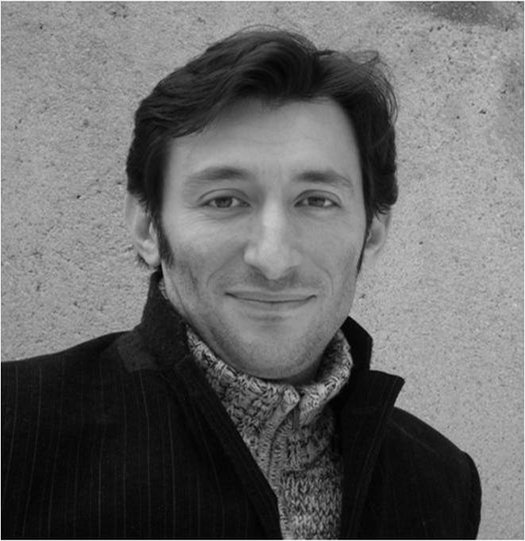
Patrice Oliva

Patrice Oliva (* 23. Februar 1974 in Marseille) ist ein französischer Komponist.

## Leben
Patrice Oliva wurde 1974 in Marseille/Frankreich geboren. Er studierte am Conservatoire National de Région de Marseille - Pierre Barbizet Komposition und erlangte das Diplom mit den höchsten Auszeichnungen, dem Premier Prix.
Patrice Olivas erste Kompositionen wurden im Konzertsaal des Conservatoire National uraufgeführt, später auch in Konzertsälen der Region. Im Jahr 2000 wurde er Halbfinalist im Wettbewerb zeitgenössischer Komposition Königin Elisabeth II. von Belgien. 2003 absolvierte er ein Kompositions-Aufbaustudium am Richard-Strauss-Konservatorium in München (heute: Hochschule für Musik und Theater München). Er machte die Bekanntschaft von Jürgen Bruns, dem Gründer der Kammersymphonie Berlin. Uraufführungen, wie zum Beispiel des Liedes ohne Worte für Orchester folgten.
Nach mehreren kammermusikalischen Kompositionen schrieb Patrice Oliva 2004 seine Messe in d-Moll für Chor und Orchester, die in der Kirche St. Benno in München uraufgeführt wurde. Seitdem arbeitet er mit verschiedenen Münchner Orchestern und Ensembles. Im Rahmen dieser Zusammenarbeit kam es zu mehreren Ur- und Wiederaufführungen wie der Ouvertüre g-Moll, Phantasie für Streichorchester, Suite für Streichorchester und der Ouvertüre Der Kampf des Erzengels Michael in verschiedenen Konzertsälen der Stadt, wie dem Konzertsaal der Hochschule für Musik und Theater München, dem Gasteig, der Münchner Residenz oder dem Künstlerhaus am Lenbachplatz. 2010 führte das Leipziger Kammerorchester „art-entfaltung“ unter der Leitung von Stephan König Patrice Olivas Phantasie für Streichorchester in Konzertsälen in und um Leipzig auf. 
Neben seinem sinfonischen Schaffen schreibt Patrice Oliva unter mehreren Pseudonymen auch Musik für Fernsehfilme und Dokumentarserien. Er arbeitet mit Künstlern wie Nello Santi, Tibère Raffalli, Stephan König, Daniel Inbal, Adrian Xhema. In ganz in Europa gibt er Workshops und ist bei Festivals aktiv. 
Seit dem Wintersemester 2016 ist Patrice Oliva Lehrbeauftragter der Universität Osnabrück.
Seine Werke erscheinen bei der Weber Edition, deren Hauskomponist er seit 2014 ist.

## Werke (Auswahl)
- Pensée Musicale Nr. 1 et 2
- 10 Duos für Violoncello
- Suite für Streichorchester
- Phantasie für Streichorchester
- Ouvertüre in f-Moll Der Kampf des Erzengels Michael
- Ouvertüre in g-Moll
- Symphonie in g-Moll
- Messe in d-Moll für Chor und Orchester
- Der Horla, Oper in zwei Akten
- Building, Musik zum Theaterstück von Léonore Confino
- Souvenirs d'Enfance, Zehn Lieder für Tenor und Klavier